# Highsnobiety

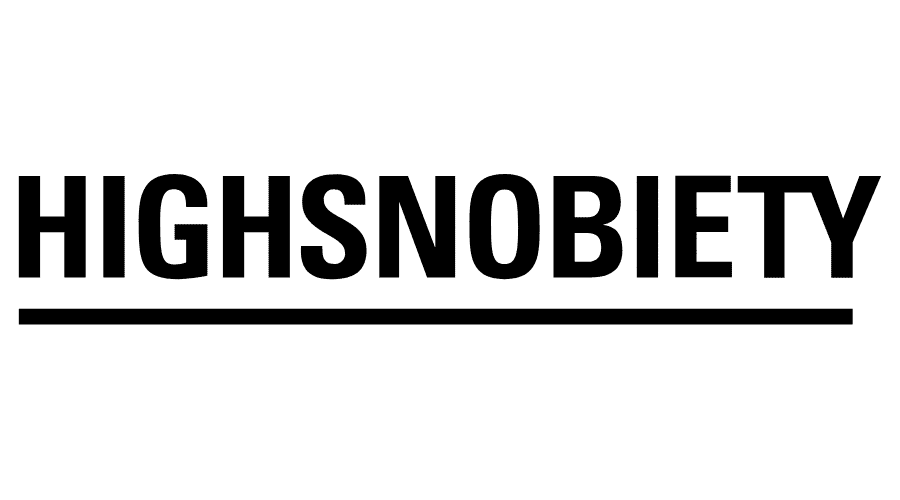
Logo

Highsnobiety ist eine Marke für Lifestyle- und Modeinhalte, die aus einem von David Fischer im Jahr 2005 gegründeten Streetwear-Blog hervorging. Die englischsprachige Onlineplattform beschäftigt sich mit Nachrichten aus den Bereichen Mode, Kunst, Musik und Kultur. Die hinter Highsnobiety stehende Titel Media GmbH mit Sitz in Berlin betreibt außerdem Werbung, Markenberatung und Modehandel und beschäftigte 2021 rund 130 Menschen.

## Geschichte
2005 wurde Highsnobiety als privater Blog von David Fischer gestartet und beschäftigte sich hauptsächlich mit den Themen Sneaker, Streetwear und der Graffiti-Kultur. 2009 verlegte Fischer den Sitz von Highsnobiety aus seiner Wohnung in Genf nach Berlin. Eine erste gedruckte Ausgabe des Magazins erschien im Sommer 2010. Seitdem Highsnobiety im Jahr 2012 das Geschäftsmodell von Displaywerbung auf eigenen Branded Content umstellte, wuchs das Unternehmen stark.
Im Dezember 2016 wurde Jürgen Hopfgartner zum zweiten Geschäftsführer der Titel Media GmbH bestellt.
Im Jahre 2018 erhielt Highsnobiety 8,5 Millionen US-Dollar in einer Series-A Runde von dem Londoner Venture-Capital-Geber Felix Capital.
Im Mai 2019 startete Highsnobiety einen eigenen Onlineshop, 2021 brachte die Marke erstmals eine Modekollektion unter eigenem Namen heraus.
Am 13. Juni 2022 gab der Berliner Modehändler Zalando bekannt, die Mehrheit an Highsnobiety übernommen zu haben. Anfang Juli 2023 berichteten Medien, dass Highsnobiety etwa zehn Prozent seiner Stellen streichen wolle und die Eröffnung eines eigenen Geschäfts Unter den Linden auf Ende des Jahres verschoben habe.

## Kollaborationen
Highsnobiety hat über die Jahre zahlreiche Kollaborationen mit Marken wie Diadora, Mykita, Birkenstock, Adidas, Puma und A Bathing Ape als Marketing-Tool eingesetzt.

## Auszeichnungen
- 2017 Webby Award for Cultural Blog/Website[17]
- 2017 Business of Fashion 500, Media[18]